# いとうみきお
いとう みきお（1973年3月26日 - ）は、日本の男性漫画家。神奈川県横浜市鶴見区出身。

## 略歴
『週刊少年ジャンプ』に投稿した「ライジング」で天下一漫画賞審査員特別賞を受賞。1998年、西部劇を題材とした「ロマンタジーノ」でデビュー。『週刊少年ジャンプ』2000年24号より学園コメディ「ノルマンディーひみつ倶楽部」を翌2001年まで連載。同誌2002年29号にて読切「ジュゲムジュゲム」を発表、これを前身として2003年1号より「グラナダ -究極科学探検隊-」の連載を開始、14回で連載終了。以降は「謎の村雨くん」（読切版）など、さまざまな試みをしながら1年1作のペースで読み切り作品を発表していた。
『週刊少年ジャンプ』2005年52号にて「謎の村雨くん」を発表、22回で終了した。『赤マルジャンプ』2007SPRINGの「おろち2号」以降はしばらく作品発表が途絶えたが、『ジャンプスクエア』2009年6月号で2年ぶりの新作「CruncH」を発表した。
2018年3月から8月まで宝島社「このマンガがすごい!WEB」で『月曜日のライバル -メガヒットマンガ激闘記-』を連載。これ以降は漫画家としての活動はなく、Twitterも2018年8月6日を最後に更新されていない。

## 人物
- 『赤マルジャンプ』1998SUMMERでのプロフィールによると『うっちゃれ五所瓦』『編集王』（6巻）『コンデ・コマ』が好き。また、篠原ともえのファン。
- 『るろうに剣心 -明治剣客浪漫譚-』『仏ゾーン』『ONE PIECE』などの背景等に出演している。その際の肩書きは、旅芸人いとうみきおが多い。背景としての登場や、単行本の隠しページ・おまけページでは「イトゥーミキオ（ITOO MIKIO）」という表記を使用することがある[注 1]。

## 作品リスト

### 連載
- ノルマンディーひみつ倶楽部（『週刊少年ジャンプ』2000年24号 - 2001年20号・全5巻）
- グラナダ -究極科学探検隊-（『週刊少年ジャンプ』2003年1号 - 16号・全2巻）
- 謎の村雨くん（『週刊少年ジャンプ』2006年20号 - 43号・全3巻）
- ただしイケメンに限る（『月刊少年ライバル』2014年2月号 - 7月号[注 2] → 講談社新雑誌WEB『新雑誌研究所』 「新作コミック」コーナー・第1回更新 - 第4回更新・全2巻）
- 月曜日のライバル -メガヒットマンガ激闘記-（「このマンガがすごい!WEB[4]」2018年3月5日 - 8月6日[注 3]・既刊1巻 ）

### 読み切り
- ロマンタジーノ（『赤マルジャンプ』1998SUMMER・伊藤幹雄名義・『グラナダ -究極科学探検隊-』2巻収録）
- ロマンタジーノ（『週刊少年ジャンプ』1999年10号）
- トランジスター-TRANZSTER-（『週刊少年ジャンプ』1999年49号）
- ジュゲムジュゲム（『週刊少年ジャンプ』2002年29号）※『グラナダ -究極科学探検隊-』の前身的漫画
- ゴーウエスト!（『赤マルジャンプ』2004SPRING）
- 秘密兵器ハットリ（『週刊少年ジャンプ』2004年42号）
- 謎の村雨くん（『週刊少年ジャンプ』2005年52号）
- おろち2号（『赤マルジャンプ』2007 SUMMER）
- CruncH（『ジャンプスクエア』2009年6月号）

## 関連人物
和月伸宏
和月の『るろうに剣心 -明治剣客浪漫譚-』連載時に、いとうがアシスタントとして参加。
武井宏之、鈴木信也、尾田栄一郎、しんがぎん
和月の所でのアシスタント仲間。